# أندرو تومسون (ملاكم تايلندي)
أندرو تومسون (بالإنجليزية: Andrew Thomson)‏ هو ملاكم تايلندي جنوب أفريقي، ولد في 7 أبريل 1974 في إيست لندن في جنوب أفريقيا.